# 肝泥丸子
肝泥丸子（德語：Leberknödel）是在德國、奧地利與捷克一帶的傳統肉類飲食。常常作为一道汤菜，但也可以油炸后和其他配菜一同食用。是用牛肝，和放干剁碎的小面包、鸡蛋和其他香料混合而成。在普法尔茨也流行用猪肝制成丸子。

## 概要
調理方式通常是將牛肝混合著牛肉、之後弄成丸子形狀煮熟食用，丸子中除混合著碎肉與碎肝主要成份外，也有額外添加香芹、麵包粉或是生雞蛋等其它食材。。另在德國普法爾茨一帶有以豬肉代替牛肉的作法。
在巴伐利亞及奧地利一帶肝丸湯多放置淺盤中淋上湯汁食用，而普法爾茨一帶有以肝丸湯配上德國酸菜與馬鈴薯泥的吃法。